# タリーカ

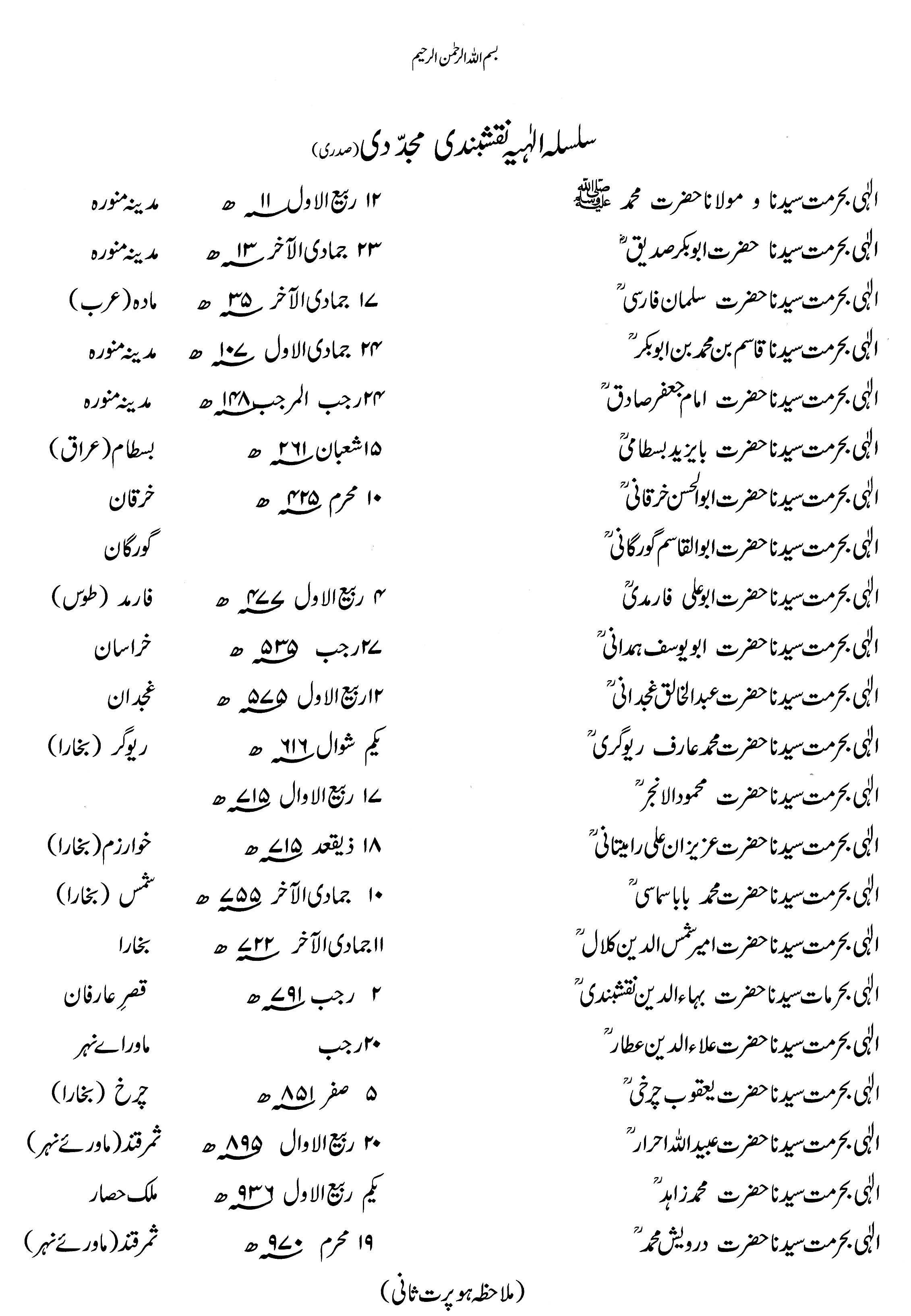
ナクシュバンディー教団のスィルスィラ

タリーカ（阿: طريقة）とは、イスラム教において、スーフィーが率いるスーフィズムの教団を指す。

## 概説
元々「タリーカ」という語は、アラビア語で「道」を意味するが、それが各種のスーフィズムの修行の道程を指すようになり、ひいてはスーフィズムの教団・共同体そのものを指すようになった。
修行者はバイアと呼ばれる師弟の誓いを交わすことでターリカに参加する事ができる。ターリカの修行は階梯的な構成になっており、修行を完遂するとイジャーザと呼ばれる免状が発行され、次世代への教えの伝授を許可される。こうした連綿と続く師弟関係を系譜にしたものがスィルスィラである。スィルスィラの頂点には預言者ムハンマドがあり、そのタリーカのイスラーム的な正統性を担保するものとなっている。

## タリーカ成立の歴史
9世紀半ばから10世紀半ばにかけて、スーフィズムの思想体系が確立された。スーフィズムには「師を持たない者には悪魔が師となる」という言葉があり、単独での修行は非常に危険な行為と考えられた。スーフィズムはその成立当初から、既に神との合一を果たした導師と、少人数の弟子で構成される共同体を形成していた。修行の内容は導師の方針によってある程度異なったが、方法論自体は既に体系的に確立していた。この方法論が本来の「ターリカ」と呼ばれるものである。
12世紀ごろから、各種のスーフィズム教団（共同体）としてのタリーカがイスラム圏において出現し始めた。
タリーカの名称の多くは、精神的指導者（シャイフ）や創始者の名前がとられる事が多かった。タリーカのメンバーは道場に定期的に集まり、スーフィズム教義の学習や集団での修行を行った。
13世紀から17世紀にかけてタリーカは大型化し、ウマル・スフラワルディーの書いた『知恵の恩恵』と呼ばれる修行の手引書が広く採用された。初期スーフィズム以来の隠遁生活や独身主義の習慣を放棄した流派が増え、その組織も次第に官僚化していった。やがて指導者の世襲が一般化され、タリーカはゆっくりと衰退していったが、分岐・伝播を繰り返しながら現在まで存続している組織も数多くある。